# Pseudocurimata
Pseudocurimata is een geslacht van straalvinnige vissen uit de familie van de brede zalmen (Curimatidae).

## Soorten
- Pseudocurimata boehlkei Vari, 1989
- Pseudocurimata boulengeri (Eigenmann, 1907)
- Pseudocurimata lineopunctata (Boulenger, 1911)
- Pseudocurimata patiae (Eigenmann, 1914)
- Pseudocurimata peruana (Eigenmann, 1922)
- Pseudocurimata troschelii (Günther, 1860)